# Buôn Ma Thuột

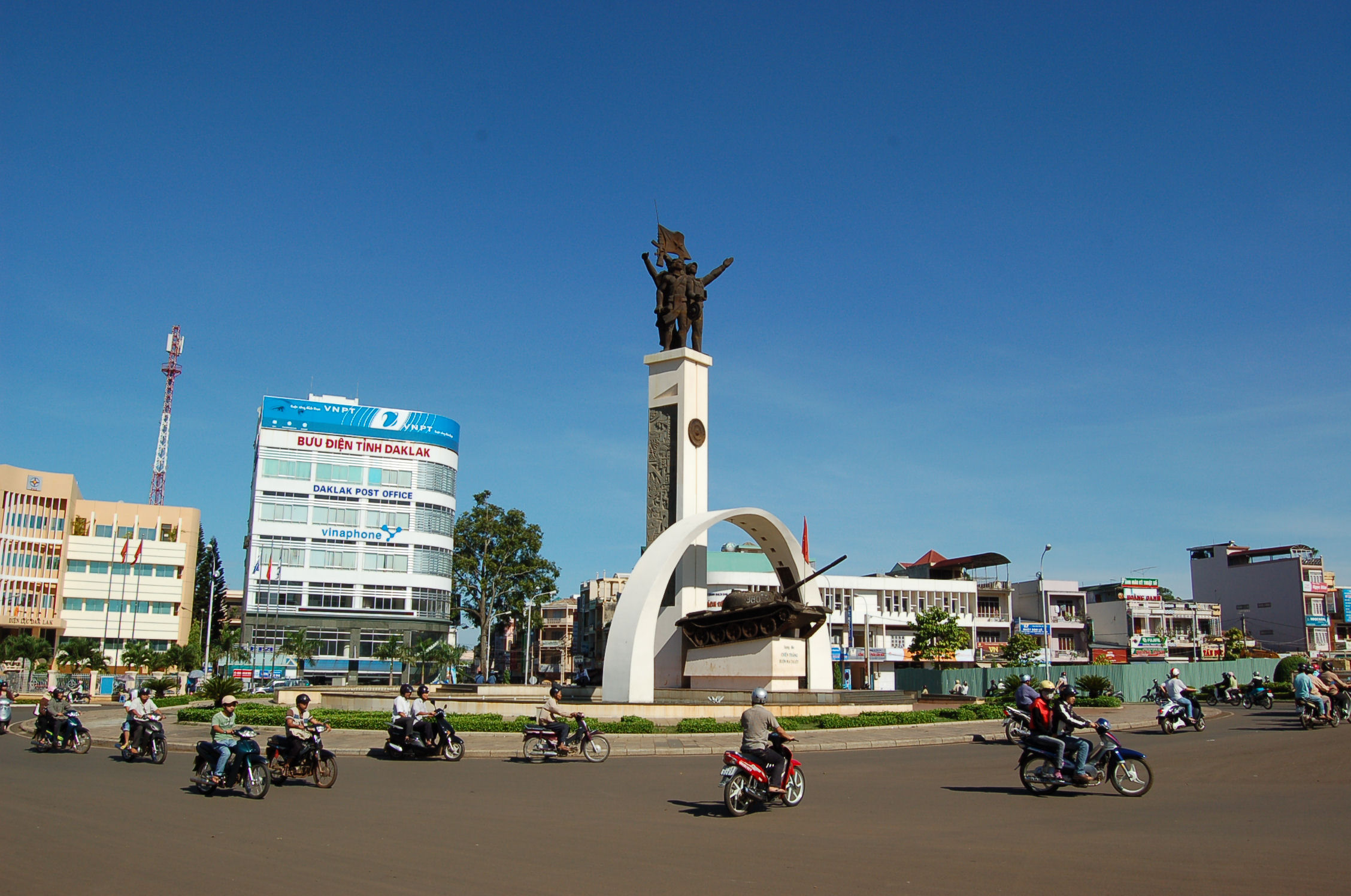
Buôn Ma Thuột

Buôn Ma Thuột (auch Ban Mê Thuột oder Ban Mê) ist die Hauptstadt der Provinz Dak Lak im zentralen Hochland Vietnams. Die Stadt hat ca. 340.000 Einwohner.
Buon Ma Thuot wurde auf vulkanischem Untergrund gebaut. Die Stadt liegt inmitten von Fichten- und Kiefernwäldern. Der vulkanische Boden ist sehr fruchtbar. Aus diesem Grund werden im Gebiet um Buon Ma Thuot auch Kaffeepflanzen und Gummibäume angepflanzt. Buon Ma Thuot gilt als "Kaffeehauptstadt" Vietnams. Des Weiteren gibt es große Weinberge und eine eigene Weinsorte.
Wegen der Militärflugplätze in Buon Ma Thuot war die Stadt im Vietnamkrieg von strategischer Bedeutung. Sie wird vor allem von Bahnar und Jarai bewohnt. Der Flughafen Buon Ma Thuot liegt in der Nähe der Stadt (sieben Kilometer).

## Söhne und Töchter
- John Baptist Nguyen Huy Bac (* 1967), römisch-katholischer Bischof von Ban Mê Thuột